# (12338) 1992 XE
(12338) 1992 XE es un asteroide perteneciente al cinturón de asteroides, región del sistema solar que se encuentra entre las órbitas de Marte y Júpiter.
Fue descubierto el 14 de diciembre de 1992 por Satoru Otomo desde  Kiyosato.

## Designación y nombre
Designado provisionalmente como 1992 XE.

## Características orbitales
(12338) 1992 XE está situado a una distancia media del Sol de 2,258 ua, pudiendo alejarse hasta 2,494 ua y acercarse hasta 2,022 ua. Su excentricidad es 0,104 y la inclinación orbital 6,210 grados. Emplea 1239,31 días en completar una órbita alrededor del Sol.
Pertenece a la familia de asteroides de (883) Matterania.

## Características físicas
La magnitud absoluta de (12338) 1992 XE es 13,98. Tiene 3,864 km de diámetro y su albedo se estima en 0,426.